# الغرور هو العدو
الغرور هو العدو (بالإنجليزية: Ego Is the Enemy)‏ هو الكتاب الرابع للمؤلف ريان هوليداي الذي تم نشره في 14 يونيو 2016 حيث يوضح كيفية التعامل مع غرور ومقاومة النفس ووضع الأهداف أولًا فوق رغبات الإنسان بالظهور أيضًا. يكشف كاتب كيف أن الاعتقادات الموجودة بأدمغتنا – الاعتقاد الذي يدور حول العالم من حولنا وبيننا وحدنا – يعيقنا عن عيش الحياة التي نحلم بها كثيرًا، و ما يمكننا القيام به للتغلب علي هذه الأفكار أو الاعتقادات عند كل دور وكيفية تحقيق العظمة الحقيقية.